# Adrià Comnè
|  | Aquest article tracta sobre el militar. Si cerqueu el seu nebot, arquebisbe d'Ocrida, vegeu «Joan IV d'Ocrida». |

Adrià Comnè (grec medieval: Ἁδριανὸς Κομνηνός, Adrianós Komninós; nascut cap al 1060-1065 i mort entre el 1105 i el 1136) fou un aristòcrata i general de l'Imperi Romà d'Orient. Era un dels germans petits de l'emperador Aleix I Comnè (r. 1081-1118).

## Biografia
Adrià Comnè, nascut cap al 1060-1065, era el quart i penúltim fill mascle (setè en total) del domèstic de les escoles Joan Comnè, germà petit de l'emperador Isaac I Comnè (r. 1057-1059), i Anna Dalassena. Segons l'historiador Nicèfor Brienni, una vegada mort el seu marit, Anna feu que Adrià i el seu germà petit Nicèfor fossin educats per tutors per procurar-los una formació enciclopèdica.
Després de la pujada al tron d'Aleix I Comnè l'any 1081, Adrià va rebre la nova dignitat de protosebast i les rendes d'una part de la Península Calcídica. També se li va confiar el comandament de l'exèrcit a les campanyes contra els normands els anys 1082 i 1083, comandats per Robert Guiscard i Bohemon I d'Antioquia. L'any 1086, va ocupar el càrrec de domèstic de les escoles d'Occident, i el 1087, va lluitar en la batalla de Distra contra els petxenegs comandant un exèrcit de mercenaris francs. La batalla va acabar en una derrota desastrosa, i Adrià va estar a punt de ser capturat. En l'Alexíada es diu que també va participar en la campanya de l'any 1091 contra els petxenegs.
Molt poc temps després, Adrià va tenir un greu desacord amb el seu germà gran el sebastocràtor Isaac Comnè. Isaac afirmava que Adrià era el responsable de les acusacions de conspiració contra el emperador que s'havian fet contra el seu fill Joan, governador de Dirràquion. L'any 1094, Adrià va presidir el tribunal que va jutjar a Nicèfor Diògenes, fill de l'emperador Romà IV Diògenes (1068-1071) que havia intentat assassinar l'emperador. El mateix any va ser un dels participants en el sínode que va condemnar Lleó de Calcedònia. No es coneix amb certesa la data de la seva mort. Un manuscrit indica que es va retirar a un monestir amb el nom de Joan, i va morir el 16 d'abril del 1105. L'historiador Basil Skoulatos dubta de la veracitat d'aquesta informació, perquè el nom d'Adrià no consta a la llista de morts del típicon del monestir de la Mare de Déu Plena de Gràcia (escrit l'any 1118), però sí en el típicon del monestir del Pantocràtor (1136). La mort d'Adrià s'hauria produït entre el 1118 i el 1136.

## Família
Adrià es va casar amb la porfirogènita Zoè Ducena, tercera filla de l'emperador Constantí X Ducas (1059-1067) i d'Eudòxia Macrembolitissa. Van tenir quatre fills:
- Eudòxia Comnena, casada amb Aleix Tarcaniota.
- Andrònic Comnè, casat amb Eudòxia Ducas.
- Aleix Comnè, sebast. Promès a Irene Axuquena i casat amb Irene Sinadè.
- Adrià Comnè, que es va fer monjo.[4]